# Mako Mermaids
Mako Mermaids je avstralski televizijski program za otroke in najstnike, spin-off serije H2O: Just Add Water. Producent serije je Jonathan M. Shiff v povezavi s televizijsko mrežo TEN in Nickelodeon.

## Opis
Zac je najstnik, ki se odloči kampirati na otoku Mako, ne da bi vedel, da ga opazujejo tri morske deklice: Sirena, Lyla in Nixie, ki so paznice na otoku. Tisto noč, ko polna luna vzide, fant stopi v kontakt z magično vodo v Luninem bazenu. Naslednje jutro Zac ugotovi, da ima moč, da nadzoruje vodo in da ima magijo. Kasneje, ko pade v vodo, ugotovi, da se je celo spremenil v morskega dečka.

Tri morske deklice na vsak način želijo ugotoviti kako Zacu odstraniti moči.

## Igralci

### Glavni Igralci
- Lucy Fry kot Lyla, je glavna med tremi morskimi deklicami. Je zelo trdoglava vendar zelo pametna. Medtem, ko Lyla želi odstraniti Zacove moči, se z njim zelo zbliža in ji postane celo všeč.
- Amy Ruffle kot Sirena, ena iz med treh morskih deklic. Naivna, prijazna, ko se Nixie in Lyla prepirata ju ona pomirja in želi, da je med njima mir. Želi se vrniti k jati.
- Ivy Latimer kot Nixie, ena iz med treh morskih deklic. Rada ima avanture, po navadi zabrede v težave in dela stvari, za katere misli, da so pravilne.
- Chai Romruen kot Zac Blakely, ki postane morski deček po tem, ko je vsopil v Lunin bazen. Med odraščanjem je surfal ter je zelo športen tip človeka.

### Manjši Igralci
- Dominic Deutscher kot Cam, je Zacov najboljši prijatelj in je prvi, ki izve za njegovo skrivnost. Po navadi mu pomaga skriti skrivnost, vendar kmalu za tem postane zelo ljubosumen na njegove moči. V zadnjem delu prve sezone se pokaže, da pravzaprav tudi sam želi postati morski deček. Malo mu je všeč Nixie.
- Gemma Forsyth kot Evie, Zacovo dekle. Govori se, da sta bila par že pred začetkom nanizanke. Takoj, ko spozna dekleta, verjame, da jo zasledujejo. Kmalu postane zelo ljubosumna na Lylo, saj vidi kako se druži z Zacom, in celo meni, da jo on vara. Ko izve, da je Zac morski deček in da so Lyla, Sirena in Nixie morske deklice, obdrži njihovo skrivnost.
- Kerith Atkinson kot Rita Santos, je ravnateljica na Zacovi šoli. Tudi ona je morska deklica, vendar je zapustila svojo jato, da bi lahko bila z nekim moškim v katerega se je zaljubila.
- Rowan Hills kot David, delavec v Ocean Kavarni. Zaljubi se v Sireno.
- Brooke Nichole Lee kot Carly, delavka v Ocean Kavarni. Nekaj čuti do Davida in je Evieina prijateljica.

## Produkcija
Bo Dodano

## Epizode
| Št. | Naslov         | Direktor je | Napisal je     | Prvič predvajano                                      |
| --- | -------------- | ----------- | -------------- | ----------------------------------------------------- |
| 1 | "Outcasts"     | Evan Clarry | Sam Carroll    | 26. julij 2013 (Netflix) 26, julij 2013 (Network Ten) |
| Sirena, Lyla, in Nixie so tri mlade morske deklice iz jate Mako. Na noč, ko je polna luna so zadolžene, da pazijo na otok, ter da ne smejo pustiti neboenga nanj. Vendar dekleta, ne opravijo svoje naloge, ter spustijo dav fanta na otok. Ko eden od fantov, Zac, odkrije skrito jamo, v katero vstopi in tam se spremeni v morske dečka ter dobi nenavadne moči. Ker otok ni še imel morskega dečka se jata odpravi daleč strani, zato ker so moči morskega dečka prevelike. Tri dekleta, pa dobijo kazen in sicer t da jih izženejo iz jate in morajo ostati na otoku Mako. Skupaj skušajo odstraniti Zacove moči. |                |             |                |                                                       |
| 2 | "Getting Legs" | Evan Clarry | Anthony Morris | 26. julij 2013 (Netflix) 2 August 2013 (Network Ten)  |
| Dekleta se zavejo, da bodo morale iti na kopno, če bodo želele odstraniti Zacove moči. Z uporabo Sireninega mesečevega prstana, si lahko pričarajo noge.Dekleta se odpravijo na kopno, da bi lahko videle Zaca, ampak ugotovijo, da je hoja na dveh nogah zelo težka. Medtem Zac poskuša ohraniti skrivnost pred svojim očetom. Vendar ima velik problem, njegova služba je vodno reševanje na lokalni plaži. Najti mora način kako ohraniti njegovo skrivnost, medtem ko opravlja svojo službo. |                |             |                |                                                       |